# Neoaleurotrachelus aphloiae
Neoaleurotrachelus aphloiae là một loài côn trùng cánh nửa trong họ Aleyrodidae, phân họ Aleyrodinae.
Neoaleurotrachelus aphloiae được Takahashi & Mamet miêu tả khoa học đầu tiên năm 1952.